# Men in Black: International
Men in Black: International er en amerikansk science fiction actionfilm fra 2019. Instruktøren var F. Gary Gray, og manuskriptet er skrevet af Art Marcum og Matt Holloway.
Dette var den fjerde film i Men in Black-filmserien, og den første film i serien, der ikke havde Tommy Lee Jones og Will Smith i rollelisten. Filmen havde blandt andre Chris Hemsworth, Tessa Thompson, Kumail Nanjiani og Liam Neeson i rollelisten. Emma Thompson gentager sin rolle fra den tredje Men in Black-film. Tim Blaney vender også tilbage til at stemme "Frank the Pug" fra de to første film i serien. Filmen blev udgivet i biografer i USA fra den 14. juni 2019.